# Патарени у средњовековној Далмацији
Патарени су били средњовековни далматински хришћани које је Римокатоличка црква осудила као јеретике. Далматински патарени се сматрају делом ширег богумилског покрета, па се називи патарени и богумили често користе као синоними.

## Назив
Патаренима су називани искључиво у латинским изворима. Себе називају хришћанима. Сматра се да име патарени потиче од насеља Патариа, поред Милана. Патаренима се првобитно називала хришћанска заједница која је ту живела почетком 11. века, противећи се цркви и практикујући сиромаштво. Касније је Римокатоличка црква тако називала италијанске, далматинске и друге „јеретике“.
Многи покушавају да реч патарен објасне етимолошки, сличношћу са именицом отац (патер). Назив патарени се често изводи од оченаш (pater-noster), основне хришћанске молитве која им је непрестано била на уснама. Други сматрају да је то због међусобног обраћања са оче (патер). Постоје и мишљење да термин „патарени” означава православне следбенике који уче да Дух Свети исходи од Оца (ex Patre), за разлику од римокатолика који уче да исходи од Оца и Сина (ex Patre Filioque).

## Историја
Сматра се да богумилство у Далмацији има претече у глагољашком покрету (види: Гргур Нински) и ћирилометодијској традицији словенског богослужења. На трећем сплитском сабору 1060. године, Римокатоличка црква је забранила улазак у цркву словенским свештеницима који носе браду и дугу косу. Такође је забранила богослужење на старословенском и заређивање Словена који не знају латински језик. На истом сабору је због словенског богослужења Свети Методије проглашен јеретиком.
Патаренско, односно богумилско учење је у далматинске градове продрло током 12. века, а нарочито у Задар, Трогир и Сплит. На катарском сабору у Сен Феликсу, близу Тулуза, одржаном 5. маја 1167. године, помиње се и црква Далмације (лат. Ecclesia Dalmatiae).

### Задар
Прве помене јеретика у Далмацији налазимо у Хроници Томе Архиђакона, који каже да су Задрани презрели римокатоличко учење и да су се дали „попрскати јеретичком кугом“. Тома бележи да је Задар радо примао јеретике, које су његови угледни грађани угошћивали и помагали. Сачувана су имена двојице далматинских „јеретика“, браће Аристодије и Матеја, синова Грка Зоровавела, који се у Задар доселио из Апулије. Они су од своје младости били Задарски грађани, а спомињу се као „одлични сликари и врло вјешти у златарској умјетности“ а такође се каже да су били „вјешти латинској и славенској књизи“. Чини се да Аристодије и Матеј делују најпре у Задру, да би се затим настанили у Сплиту, где постају предводници патаренског покрета. Они су одржавали добре везе с Босном, која је за време бана Кулина пружала уточиште прогнаним богумилима и патаренима.
Крајем 12. века, и поред забране, у многим црквама су још увек вршене службе на старословенском. Након смрти задарског надбискупа Петра (после 1193), надбискупска столица остала је празна све до 1198, након чега је мимо канонских прописа од стране задарских лаика изабран пређашњи хварски бискуп Никола, родом Задранин, који је преузео задарску надбискупију без дозволе папе. Исте године, Задранин Малденар и Тољен Качић, напали су право поседовања имања задарског самостана у Суховарама при чему су судском спору присуствовали поменути Матеј и задарски надбискуп Никола. Никола је као јеретик и отпадник анатемисан и смењен 1201. године, чиме је Задар све до 1204. године остао без надбискупа.
Папа Иноћентије III покреће четврти крсташки рат за „ослобођење свете земље“ у коме страда Задар. Године 1202. европско племство целокупном војном силом стижу у Венецију, одакле је требало да се млетачким бродовима пребаце у Палестину. Пошто, наводно, нису имали да плате Млецима превоз, на позив млетачког дужда, ударају на Задар. Несумњиво је Задар 1202. тешко страдао и због везе с богумилима. Задрани су у последњој борби на зидинама истакли крстове, да увере крсташе да нису богумили, који одбацују крст. Тома Архиђакон сматра пад Задра божјом казном »јер су се житељи његови одвратили од Римске цркве и прионули уз јеретике«. Иако је Задар разорен и освојен од крсташа и припојен Млетачкој републици, у граду се и даље бележи постојање јеретика. 1234. године је задарски надбискуп Иван у присуству бројних свештеника прочитао оптужбе против бискупа Трегуана који је изопштен као фалсификатор папске буле и заштитиник јеретика (лат. fautor hereticorum).
Забележено је да су фрањевце, који су у Задар дошли са циљем покрштавања јеретика, 1308. године физички напали тамошњи свештеници и ученици.

### Сплит
У Сплиту долази до најјачег противцрквеног покрета у Далмацији, узрокованог економским повластицама које је уживао клер. Богумили су се противили црквеном поседу и захтеву да се цркви плаћа десетина.
У Сплиту 1162. године долази до великог спора грађана са црквом, када градско веће доноси одлуку да се цркви не смеју ни даривати ни продавати некретнине, да би спречило гомилање црквеног поседа. Црквени поглавари се обраћају папи Александару III, који је запретио да се одлука укине, иначе ће главари Сплита бити изопштени из цркве а град ударен интердиктом.
1180. године у Пољицима је гомила каменовала на смрт сплитског надбискупа Рајнерија, под водством Качића, познатих богумила и омишких гусара, које је потом примио захумски кнез Мирослав (познат по Мирослављевом јеванђељу), ожењен богумилком, сестром бана Кулина.
Под утицајем III Латеранског концила одржаног 1179. године, где су јеретици изопштени и стављени у надлежност државних власти које су их дужне прогонити, 1185. је одржан метрополитански синод у Сплиту који проклиње све „секте херетика“ што „оцрњују науку“ римске цркве и тражи од власти у далматинским градовима одузимање имовине јеретика, њихово изопштење и прогон. Папа Урбан III 11. новембра 1186. упозорава сплитског надбискупа да пази да се у његовој надбискупији не би стварале заједнице које се називају братствима и којима је у Сплиту пришло много грађана.
Нови сплитски надбискуп Бернард, родом из Перуђе, је убрзо по преузимању дужности 1196. године почео организовати акције против патарена, међу којима беху и Матеј и Аристодије. Ускоро су ови хришћани које је црква осудила као јеретике, прогнани из града уз велике погрде, њихова имања заплењена, а књиге спаљене. Многи прогнаници су тада, почетком 1200. године, нашли уточиште под окриљем Цркве босанске и бана Кулина. Папа Иноћентије III поводом тога пише угарском краљу Емерику 11. октобра 1200:
1221. године Сплићани су за градскога кнеза изабрали Вишена Шубића, племића из Луке, који је био „заштитник херетика“. Папа Хонорије III исте године шаље свог легата Аконција у Далмацију, одакле је покушао покренути крсташки рат против босанских хришћана, али умире пар година касније необављена посла. 1222. године је у Дубровнику одржан црквени сабор, а папа је поручио Дубровчанима да бирају надискупа који ће укротити омишке гусаре и босанске јеретике. Црква је поводом тога поручивала угарском краљу да гони словенске гусаре који нападају крсташе на путу у Свету земљу.
1225. године Сплићани за кнеза бирају хумског кнеза Петра, босанског хришћанина, који је претходно столовао у Стону. Римоатолички свештеници забрањују Петру да уђе у цркву, али народ наваљује на цркву, отвора је силом и уводи свога кнеза. Папин легат Аконције кажњава Сплит интердиктом, који је трајао скоро годину дана, током чега је град био под проклетством, цркве су биле затворене и у њима се није обављало богослужење.